# 大圓環

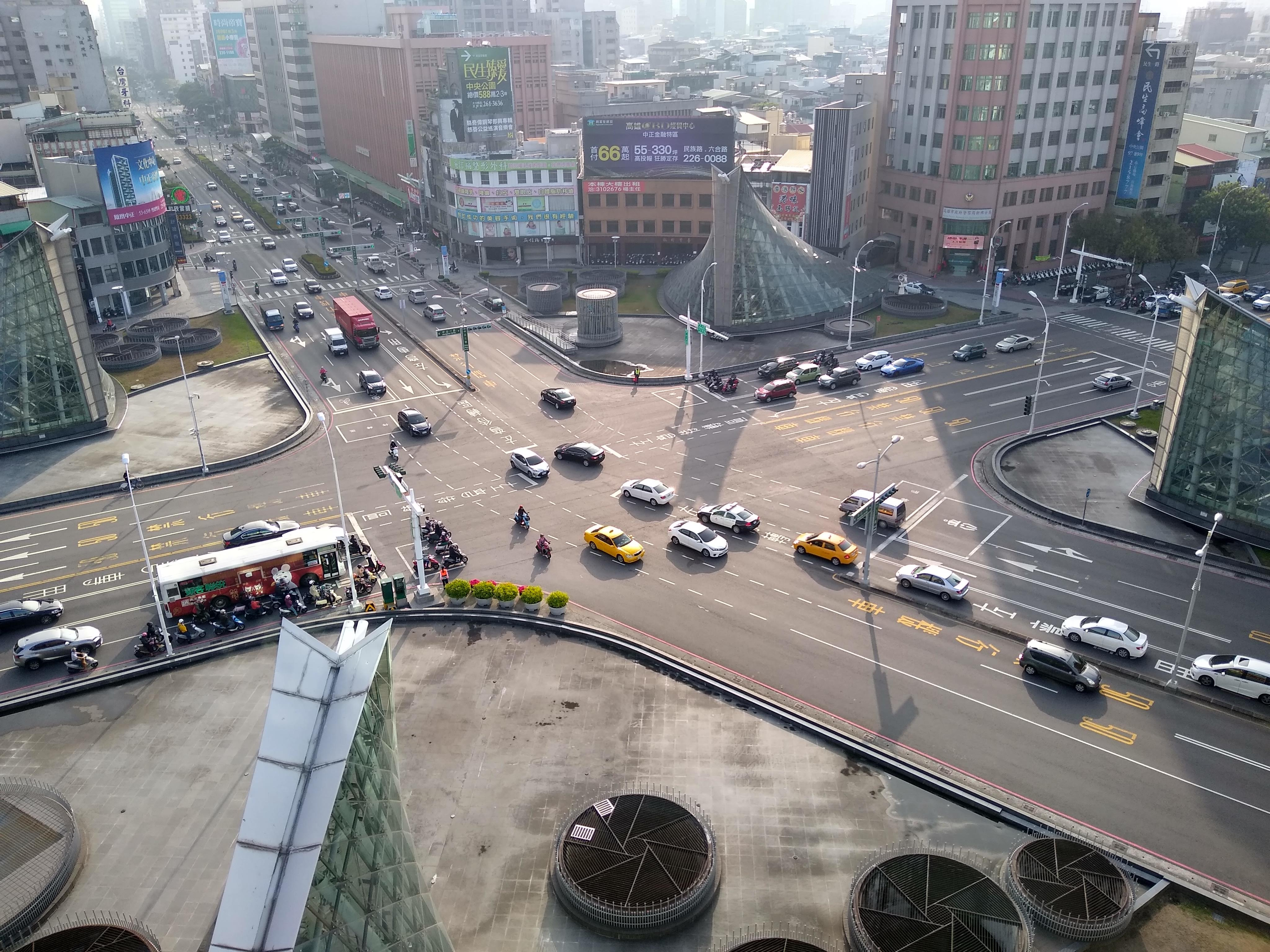
大圓環今貌（攝於2020年1月2日）

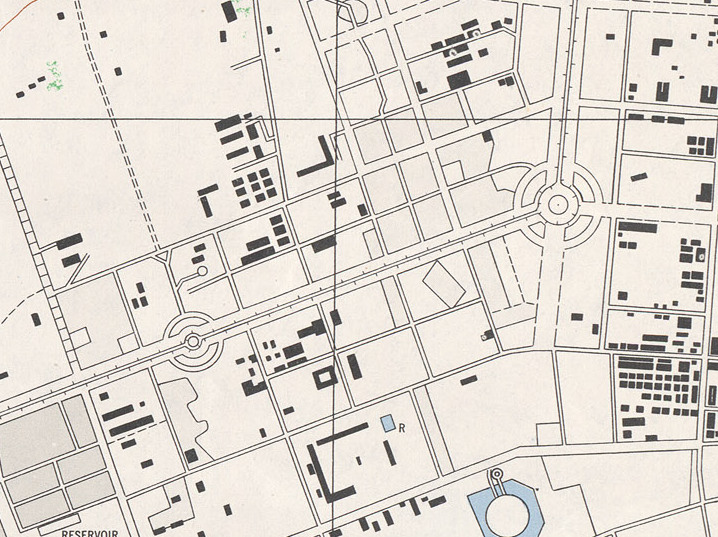
日治後期美軍地圖中的大圓環（右）與小圓環（左）。

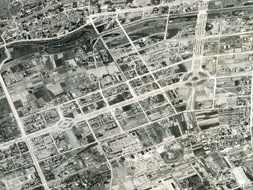
1945年美軍轟炸時的航空照片。

大圓環，又稱大港埔圓環，是位於台灣高雄市新興區中山路與中正路交叉處的圓環路口，後來衍申為該地地名，當地公車站亦以此命名，中正三路與四路在此相接。相對於大圓環，位在中正路與中華路口的圓環稱為「小圓環」。

## 歷史
圓環周邊是高雄市在戰後的商業中心之一。1968年時，「第一大飯店」在圓環旁開幕。1979年發生美麗島事件時，大圓環成為黨外運動者的演講地，同時也是後來的警民衝突地點。1986年，《臺灣時報》將其總報社設在此路口。
在1980年代所規劃的高雄捷運系統中，大圓環成為計畫中紅線與橘線的交叉點，即O5／R10車站。路口中心處的圓環設施本身在1990年代已拆除，供道路直接通過。
2002年，原有橫跨四角的天橋拆除，並開啟捷運站的工程。捷運完工後，該站為紀念美麗島事件，命名為美麗島站。在正式對捷運車站命名以前，該站曾有「大圓環車站」的稱呼。捷運興建的期間，圓環周圍的商店多半歇業，只剩下零星的診所、婚紗店、銀行等，至今仍未完全回復。

## 附近設施
- 高雄市政府警察局新興分局
- 南區郵政總局
- 南華觀光購物街